# Gaspar Cervantes de Gaete

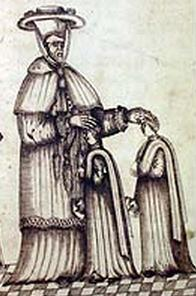
Gaspar Cervantes de Gaeta, met kardinaalshoed

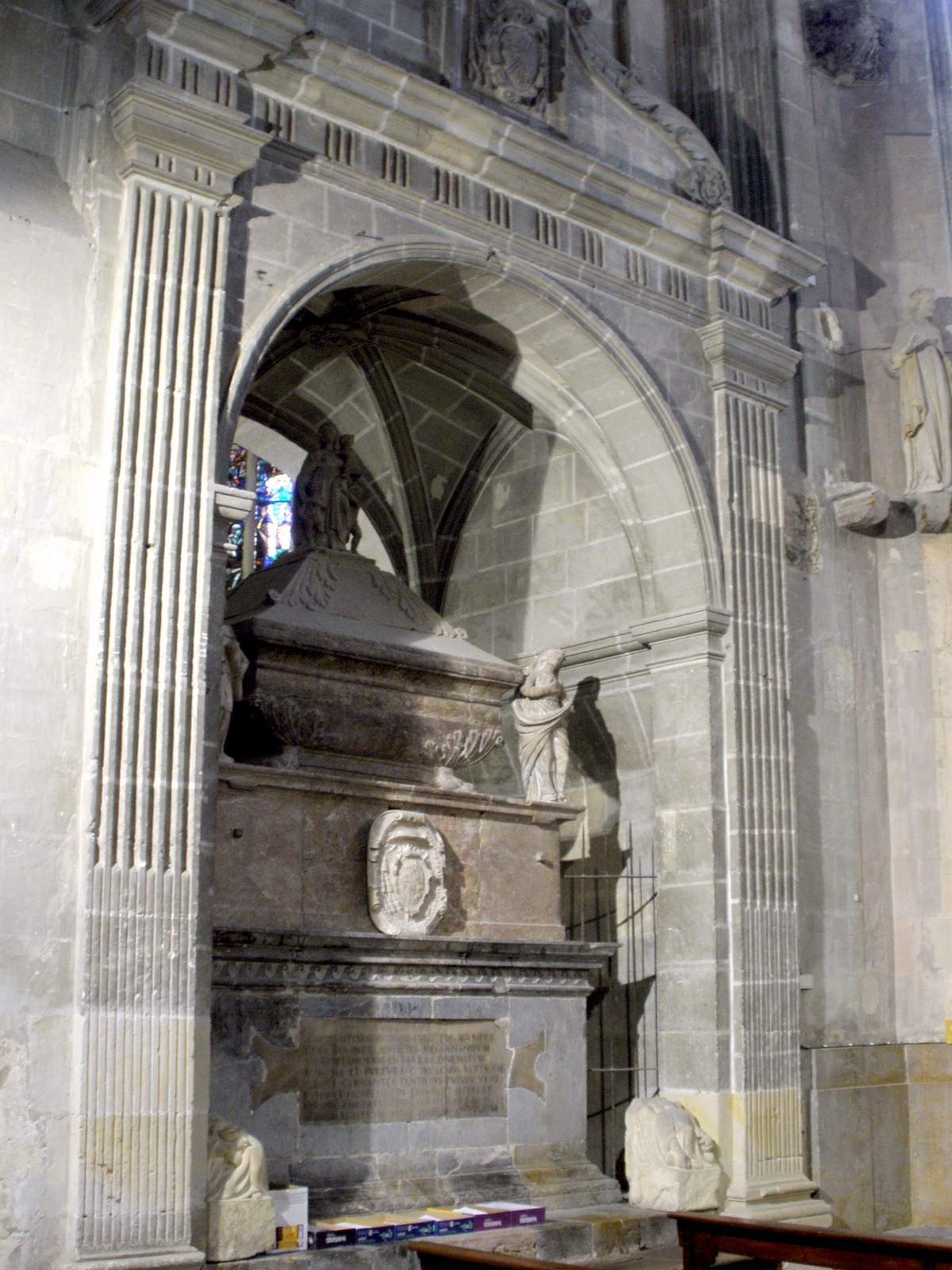
Praalgraf in de kathedraal van Tarragona

Gaspar Cervantes de Gaete (Trujillo, 1511 – Tarragona, 17 oktober 1575) was een prelaat in de Spaanse koninkrijken Sicilië en Napels, alsook in Spanje zelf. Hij was achtereenvolgens aartsbisschop van Messina (1561-1564), Salerno (1564-1568) en Tarragona (1568-1575). De kardinaalshoed droeg hij vanaf het jaar 1570.
Cervantes was de stichter van de universiteit van Tarragona.

## Naam
Deze Spaanse edelman plaatste de naam van zijn moeder ‘Cervantes’ voor deze van zijn vader ‘de Gaete’.

## Levensloop

### Inquisiteur in Spanje
In het koninkrijk Castilië, meer bepaald in de Extremadura, werd Cervantes geboren. Zijn geboortestad Trujillo lag in het bisdom Plasencia. Hij was de zoon van Don Francisco de Gaete en Dona Maria Alonso de Cervantes. Langs moederszijde was hij verwant met Miguel de Cervantes, een tijdgenoot van hem. Hij studeerde aan de universiteit van Salamanca, waar hij licentiaat in het canoniek recht werd. Cervantes werd tot priester gewijd in het bisdom Plasencia. Zijn kerkelijke carrière begon als kanunnik in Leon. Vervolgens werd hij inquisiteur en vicaris-generaal in het aartsbisdom Sevilla. Cervantes werd overgeplaatst naar het aartsbisdom Zaragoza waar hij jaren actief was als inquisiteur (1555-1561).

### Aartsbisschop in Messina
In 1561 werd Cervantes verkozen tot aartsbisschop in Messina, Sicilië. Tijdens de periode op Sicilië was hij concilievader op het Concilie van Trente, een belangrijk event in de Contrareformatie. 

### Aartsbisschop in Salerno
Nadien, in 1564, werd Cervantes aartsbisschop in Salerno, en hiermee verbonden droeg hij de titel van primaat van het koninkrijk Napels. 

### Kardinaal-aartsbisschop in Tarragona
In 1568 keerde hij niet naar Spanje terug bij zijn overplaatsing naar de aartsbisschoppelijke troon van Tarragona. Hij woonde tot 1572 in Rome, een periode waarin hij de kardinaalshoed ontving (1570) uit handen van paus Pius V. Tijdens zijn Romeinse periode was kardinaal Cervantes titularis van de volgende titelkerken in Rome: San Vitale, Santi Silvestro e Martino ai Monti en de Santa Balbina.
Teruggekeerd in Tarragona stichtte hij de universiteit (1572) met pauselijke goedkeuring. Vanaf 1574 mocht Cervantes universitaire diploma’s afleveren van paus Gregorius XIII. Na zijn dood werd hij in een praalgraf gelegd in de kathedraal van Tarragona (1575). Zijn graftombe staat tussen de kapellen van San Miguel en Once mil Virgenes. De sarcofaag is afgewerkt met zijn wapenschild en met acanthusmotieven .